# Deccanplateauet
Deccanplateauet er et stort plateau i Indien som dækker det meste af det sydlige og centrale af landet.
Plateauet ligger syd for Indus-Gangessletten. Plateauet afgrænses af fire bjergkæder: Vestlige Ghats mod vest, Østlige Ghats mod øst, Nilgiris mod syd og Satpura mod nord. Plateauet har en gennemsnitlig højde på 500 m.o.h. med variationer mellem 450 m. og 750 m. Jorden består af sort vulkansk basalt. Hovedafgrøden er bomuld, men der dyrkes også ris og andre afgrøder. Flere indiske stater dækker dele af plateauet: Maharashtra mod nord, Chattisgarh mod nordøst, Andhra Pradesh mod øst og den centrale del, Karnataka mod vest, den centrale del og det meste af den sydlige del og Tamil Nadu der dækker resten af den sydlige del. Den største by på plateauet er Bangalore. Andre store byer er Hyderabad, Nagpur, Pune og Sholapur.
15°N 77°Ø / 15°N 77°Ø